# Daybreakers
Daybreakers este un film științifico-fantastic cu vampiri din 2010 scris și regizat de Michael și Peter Spierig, în rolurile principale au fost distribuiți Ethan Hawke, Willem Dafoe și Sam Neill. Daybreakers a avut premiera în Marea Britanie pe 6 ianuarie 2010 și în Statele Unite pe 8 ianuarie 2010.

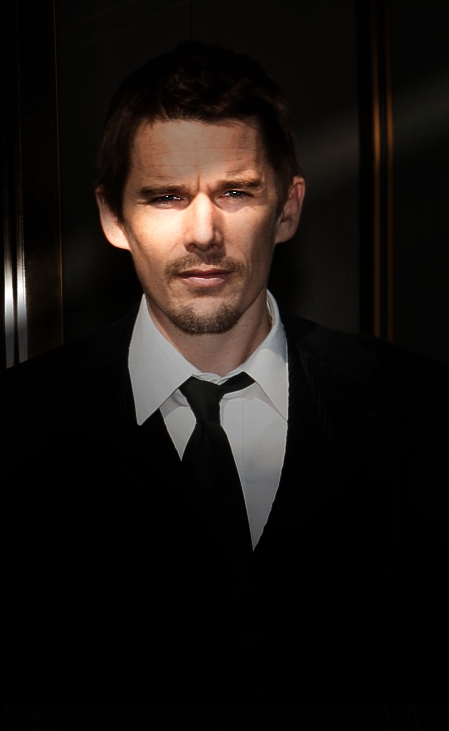
Ethan Hawke

## Povestea
În 2019, cea mai mare parte a omenirii s-a transformat în vampiri în urma unui dezastru pandemic global. Oamenii devin o specie în pericol de dispariție, o pradă pentru hrana vampirilor de care sunt siliți să se ascundă.
Soarta omenirii stă în mâinile cercetătorului Edward Dalton (Ethan Hawke), transformat și el în vampir, care refuză să se hrănească cu sânge uman și încearcă să creeze un substitut pentru hrana vampirilor, salvând astfel puținii oameni rămași. Nu are niciun succes în munca sa până în ziua în care se întâlnește cu Audrey (Claudia Karvan), o supraviețuitoare a bolii, care îl oferă șansa să realizeze o descoperire medicală nemaipomenită. Cu noile cunoștințe pentru care oricine ar ucide să le afle, atât oamenii cît și vampirii, Edward Dalton este nevoit să ducă propria sa luptă foarte periculoasă care va decide soarta umanității.

## Distribuția
- Ethan Hawke este Edward Dalton
- Willem Dafoe este Lionel "Elvis" Cormac
- Claudia Karvan este Audrey Bennett
- Sam Neill este Charles Bromley
- Michael Dorman este Frankie Dalton
- Isabel Lucas este Alison Bromley
- Vince Colosimo este Christopher Caruso

## Producția
În noiembrie 2004, Lionsgate obține scenariul filmului Daybreakers, scris de Peter și Michael Spierig.  Frații Spierig care au mai regizat The Big Picture în 2000 și Undead în 2003, au fost angajați să regizeze Daybreakers.  În septembrie 2006 frații au beneficiat de o finanțare de la Film Finance Corporation Australia, iar producția a fost aleasă să înceapă în Queensland.  În mai 2007, Academy Award- nominalizează actorul Ethan Hawke cel căruia i-a fost acordat rolul principal.  După o lună, de trei ori nominalizatul la Globul de aur- veteranul actor Sam Neill din Jurassic Park și Event Horizon s-a alăturat distribuției în rolul principalului oponent. La Daybreakers se încep filmările în Gold Coast, Queensland în studiourile Warner Bros și în Brisbane, Queensland pe 16 iulie 2007. Weta Workshop a creat efectele speciale în special creaturile ce apar în film.  Producția a avut un buget de 21 milioane dolari amerciani, din care guvernul statului a contribuit cu un milion pentru realizatorii filmului. Imaginea principală a filmului a fost elaborată în septembrie 2007 cu retușuri urmărind principale secvențe cheie ale filmului.